# Colloredo (Adelsgeschlecht)

Stammwappen derer von Colloredo

Wappen der Fürsten Colloredo-Mansfeld

Colloredo ist der Name eines ursprünglich italienischen Adelsgeschlechts, das aus dem Friaul stammt, im 16. Jahrhundert nach Böhmen gelangte und in den böhmisch-österreichischen Adel aufgenommen wurde. Als mediatisiertes Fürstenhaus gehört es dem Hochadel an.

## Geschichte
Nach der Überlieferung entstammt das Geschlecht den Herren von Waldsee, von denen die Brüder Liebhard (Liabordo) und Heinrich angeblich den Salier Konrad II. auf dessen Zug im Jahre 1026 zur Kaiserkrönung nach Italien begleiteten. Liabordo soll dann vom Patriarchen Poppo von Aquileia im Jahr 1031 mit der Burg Mels bei Udine belehnt worden sein.
Seine Nachkommen konnten ihr Lehensgebiet während der Zeiten andauernder Kämpfe zwischen adeligen Herrschaften, Lehensherren und den größeren Mächten wie etwa der Republik Venedig, dem Kirchenstaat und den zum Kaiserreich gehörenden Ländern laufend erweitern. Das Geschlecht erscheint urkundlich erstmals am 25. Oktober 1247 mit Glizoio de Mels und seinen Brüdern, von denen Glizoio die Linie Colloredo und Heinrich die Linie Mels-Colloredo gründete.
Wilhelm von Mels bekam am 4. Dezember 1302 vom Patriarchen Ottobono von Aquileia die Erlaubnis, im Friaul bei Udine die Burg Colloredo di Monte Albano zu erbauen, nach der sich die Familie nunmehr benannte. Die drei Söhne Wilhelms begründeten drei Linien des Geschlechts (Asquinische, erloschen 1693, Bernhardinische und Weikhardische Linie).
Zu den Besitzungen gehörte neben dem Schloss Mels von 1200 bis 1336 die Stadt Venzone, ferner die Schlösser Albana und Prodolone mit den Festungen Sattimberg und Monfort,
Colloredo sowie die Lehen Susans und Sterpo, Castel Dobra (Dobrovo, Slowenien), Fleana (Fojana, Slowenien), Sezza (Seča, Slowenien), Latisana und Sutrio. Außerhalb des Friauls besaßen die Colloredo Paläste in Mantua und Recanati sowie in Santa Sofia Marecchia (Toskana).

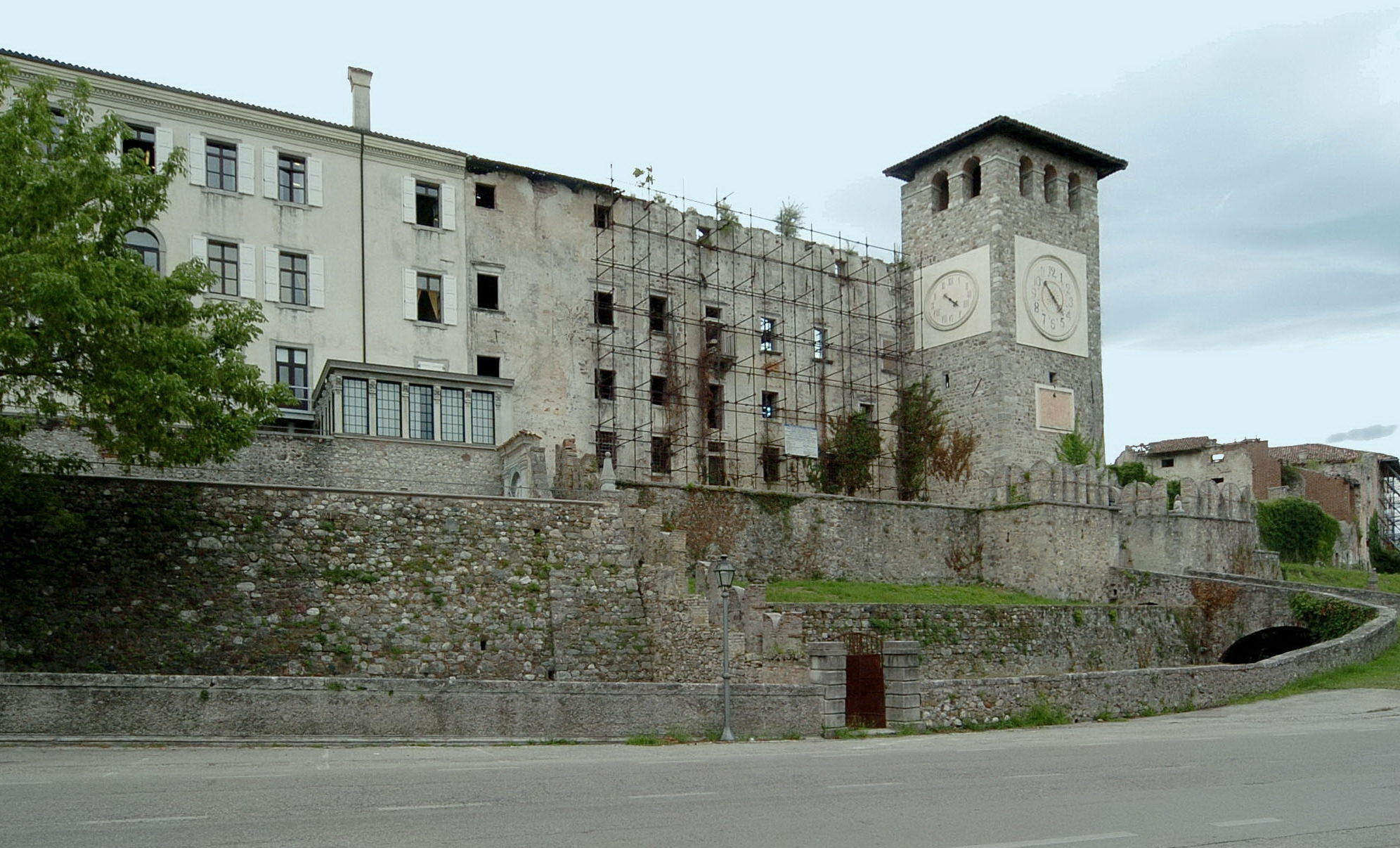
Schloss Colloredo di Monte Albano bei Udine
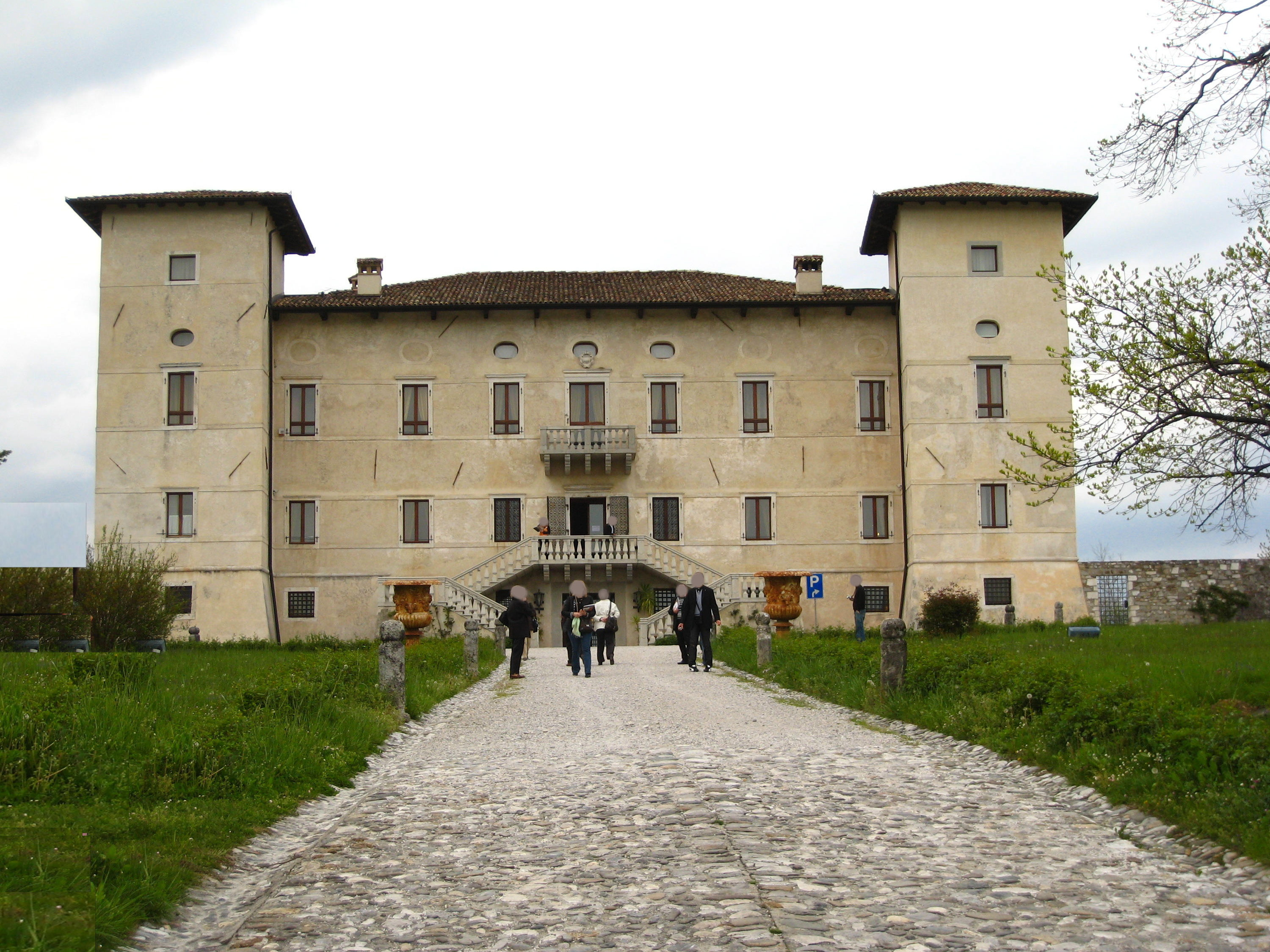
Schloss Susans
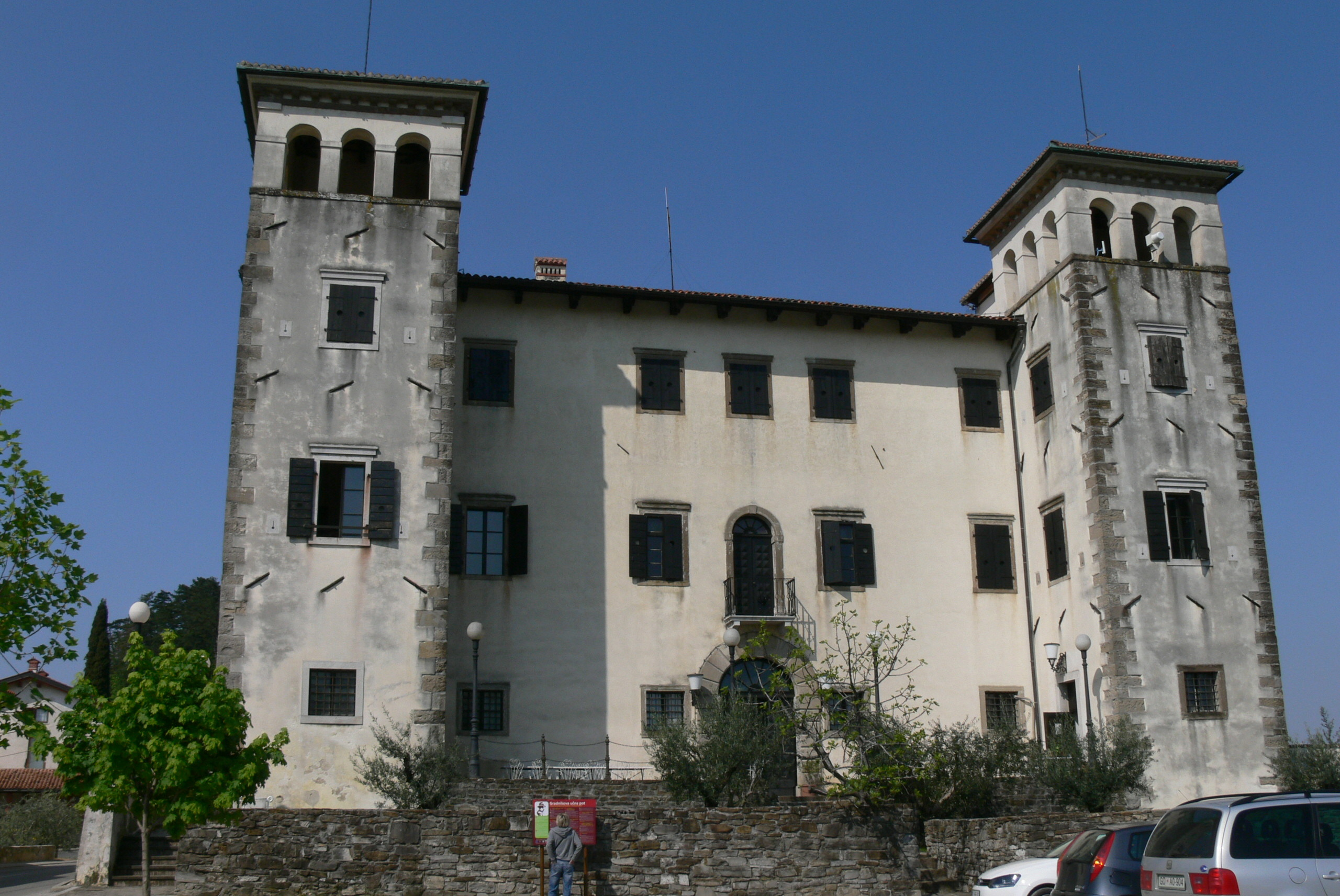
Schloss Dobra (Dobrovo, Slowenien)

Am 19. März 1588 erlangten die Brüder Ludwig und Lälius von Colloredo für sich (und die übrige Deszendenz des Wilhelm von Mels) aus Prag die Reichsfreiherrenbestätigung mit dem Wappen der Herren von Waldsee. Im Jahr 1591 kam es zur Vereinigung der Colloredo mit der schwäbischen Familie von Waldsee auch Walsee oder Walseer genannt. Die Zurückführung ihres Ursprunges auf die Walseer wird heute aber bezweifelt.

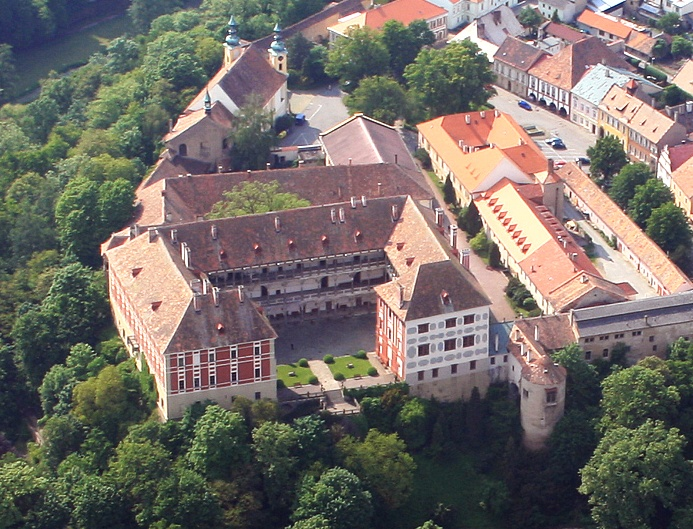
Schloss Opotschno in Ostböhmen

In den Jahren 1629 wurde die Asquinische Linie und 1724 das Gesamthaus in den Reichsgrafenstand erhoben. Die Brüder und kaiserlichen Generäle Rudolf und Hieronymus von Colloredo-Wallsee erhielten nach 1634 von Kaiser Ferdinand II. das Schloss Opočno in Ostböhmen. Der Kaiser hatte es zuvor konfisziert, nachdem der Vorbesitzer, Feldmarschall Adam Erdmann Trčka von Lípa zusammen mit seinem Verbündeten Wallenstein 1634 in Eger ermordet worden war. Ende des 17. Jahrhunderts wurde das Schloss nach einem Brand im Barockstil durch Giovanni Battista Alliprandi neu gestaltet, wobei der Kern des Renaissanceschlosses erhalten blieb.
In der Steiermark besaß die Familie von 1681 bis 1756 Schloss Liebenau (Graz).
Im Jahr 1763 wurde Reichsvizekanzler Rudolph Joseph zum Reichsfürsten erhoben. 1756 erwarb er das Schloss Sierndorf in Niederösterreich. 1775 kam Schloss und Herrschaft Opočno an ihn. Von seinen Söhnen wurde der Ältere Franz de Paula Gundakar 1789 ebenfalls Reichsvizekanzler, der letzte bis zum Reichsende 1806. Er wurde Begründer der Linie Colloredo-Man(n)sfeld mit Schwerpunkt in Ost- und Mittelböhmen, wo die Familie bereits seit etwa 1635 den Besitz Opočno hatte, da er 1771 eine Tochter von Fürst Heinrich Franz von Mansfeld-Fondi heiratete. 1780 starb der letzte männliche Graf von Mansfeld, Josef Wenzel Nepomuk von Mansfeld-Vorderort-Bornstedt. Sämtliche Mann-Lehen der Mansfelder Grafen in Mitteldeutschland fielen an die Lehnsherren zurück; namentlich an Kursachsen und Preußen als Rechtsnachfolger des säkularisierten Erzbistums Magdeburg. Die böhmischen Allodiale mit Schloss Dobříš jedoch kamen an die Erbgräfin und Halbschwester Josef Wenzels, Maria Isabella, die seit 1771 mit Franz de Paula von Colloredo verheiratet war.
Die kaiserliche Regierung in Wien gestattete dem Fürsten 1789 die Namens- und Wappenvereinigung der beiden Geschlechter, um das Andenken an die Mansfelder Grafen zu bewahren. (Die Familie Mansfeld schrieb sich mit einem „n“. Bei der Erstellung der Urkunden zur Namensvereinigung zu „Colloredo-Mannsfeld“ anlässlich der Verehelichung von Franz-Gundaccar Colloredo mit Maria Isabella Mansfeld wurde der Name 1789 – versehentlich – mit zwei „n“ geschrieben. Obwohl also faktisch auf einem Übertragungsfehler beruhend, ist seit damals die urkundlich und rechtlich korrekte Schreibweise jene mit zwei „n“. Einige Familienmitglieder sind jedoch zur Schreibweise mit einem "n" zurückgekehrt.)
Gegen Ende des 18. Jahrhunderts gehörte der Fürst von Colloredo als Personalist dem schwäbischen Reichsgrafenkollegium an, 1803 erwarb er den Nostitz'schen Anteil an der Grafschaft Rieneck und erreichte so den Aufstieg in die Reichsunmittelbarkeit.
Zahlreiche Mitglieder der Familie Colloredo standen in politischen und diplomatischen Diensten des Heiligen Römischen Reiches, der Habsburger beziehungsweise Österreichs. Auch hohe Kirchenämter wurden von Angehörigen des Geschlechts bekleidet. Als eines von 16 mediatisierten Fürstenhäusern hielt es einen erblichen Sitz im Herrenhaus, dem Oberhaus des österreichischen Reichsrates.
Nach dem Tod Franz Gundaccars II. (1852) gingen der Fürstentitel und der Besitz an seinen Cousin Josef I. (1813–1895) über. Dieser erwies sich als umsichtiger Geschäftsmann, wertete die Güter um Sägewerke, Brauereien und Ziegeleien auf, ließ in Wien am Stubenring das Palais Colloredo errichten und vergrößerte den Besitz 1879 durch den Erwerb der Domäne Zbiroh. Nach seinem Tod 1895 kam es zu einer Erbteilung, bei der die Söhne seines verstorbenen Ältesten, Graf Hieronymus Colloredo, Erben der böhmischen Güter und des Ringstraßenpalais wurden; dieser war mit Gräfin Aglae Festetics verheiratet und diente als k.u.k. Ackerbauminister. Der Jüngere, Graf Franz Ferdinand, übernahm Sierndorf, das 1940 durch das Deutsche Reich enteignet, aber 1950 der Familie Colloredo-Mannsfeld zurückgegeben wurde.
Zu den böhmischen Besitzungen zählte ab etwa 1635 Schloss Opočno, ab 1775 die (seit 1630) Mansfeld´sche Domäne Schloss Dobříš, und ab 1879 die Domäne Schloss Zbiroh. Der gesamte Grundbesitz in Böhmen betrug um das Jahr 1900 circa 60.000 ha Wald und Landwirtschaften; angeschlossen waren Mühlen, Brauereien, Ziegeleien und Sägewerke. In der tschechoslowakischen Bodenreform (etwa 1920/1930) wurde der Besitz auf etwa die Hälfte verkleinert. Fürst Josef II. (1866–1957) lebte in Paris und war kinderlos; sein jüngerer Bruder Graf Hieronymus d. Ä. (1870–1942), verheiratet mit Berta Gräfin Kolowrat-Krakowsky, diente zuerst bei der Marine und übernahm dann für seinen Bruder die Güterverwaltung. 1927 konnte er noch in Österreich Schloss und Forstamt Gstatt in Mitterberg (Steiermark) erwerben, das seinen Nachfahren bis heute gehört. Durch die Aufhebung des Fideikommisses kam es 1940 unter seinen vier Söhnen zu einer Besitzaufteilung: Josef (1910–1990) übernahm Gstatt und sollte nach dem Tod des Onkels Opočno erben, Hieronymus d. J. (1912–1998) Zbiroh und Weikhard (1914–1946) Dobříš. Der jüngste Sohn, Friedrich (1917–1991), sollte später das Wiener Palais übernehmen. Unter der deutschen Besetzung im Reichsprotektorat Böhmen und Mähren weigerten sich alle tschechischen Colloredo, die angebotene deutsche Staatsangehörigkeit zu übernehmen. Sie wurden daraufhin und aufgrund von Denunziationen zu „Reichsfeinden“ erklärt, alle Besitztümer zugunsten des Deutschen Reiches eingezogen und zwei der Söhne zur Zwangsarbeit verschickt.

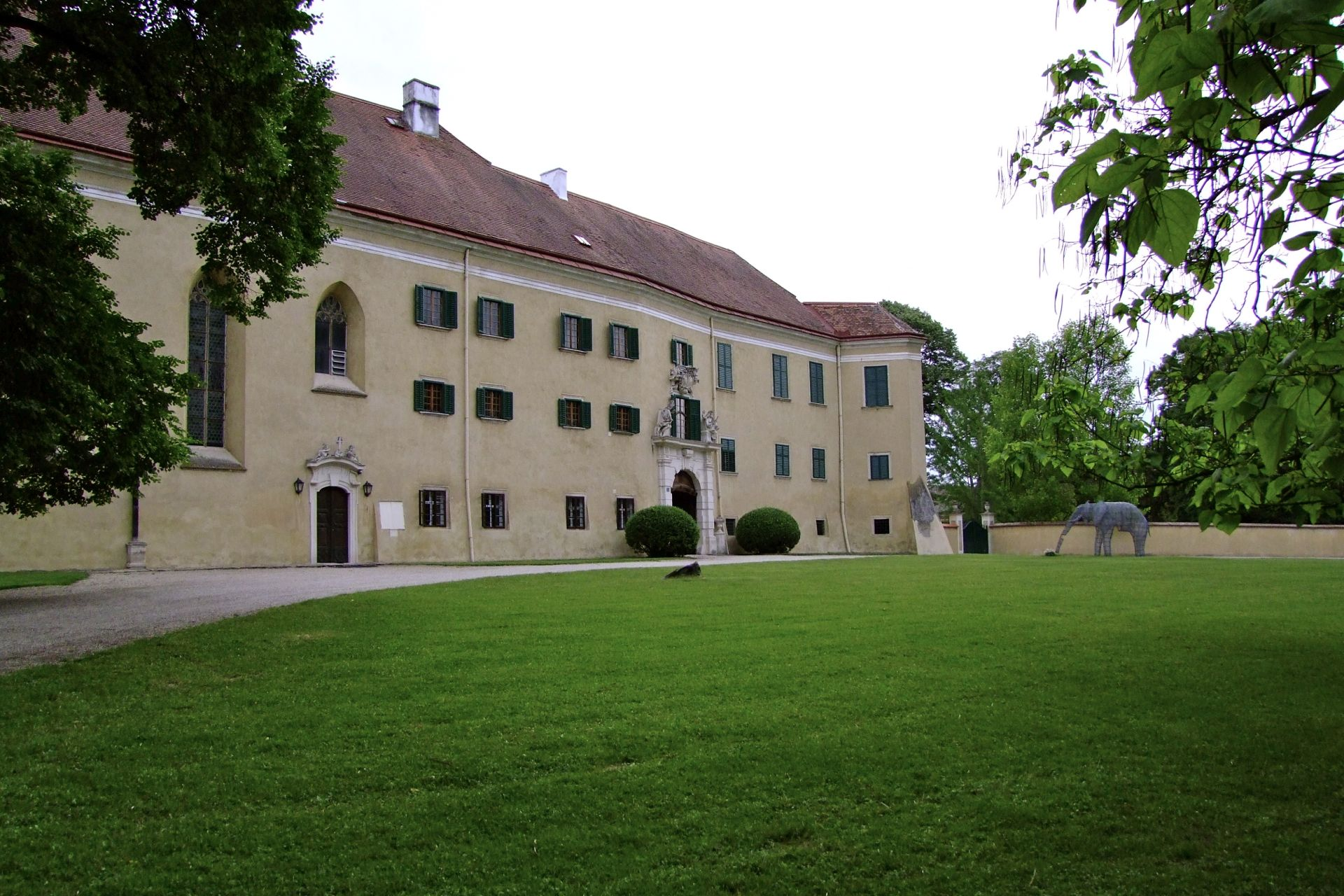
Schloss Sierndorf, Niederösterreich
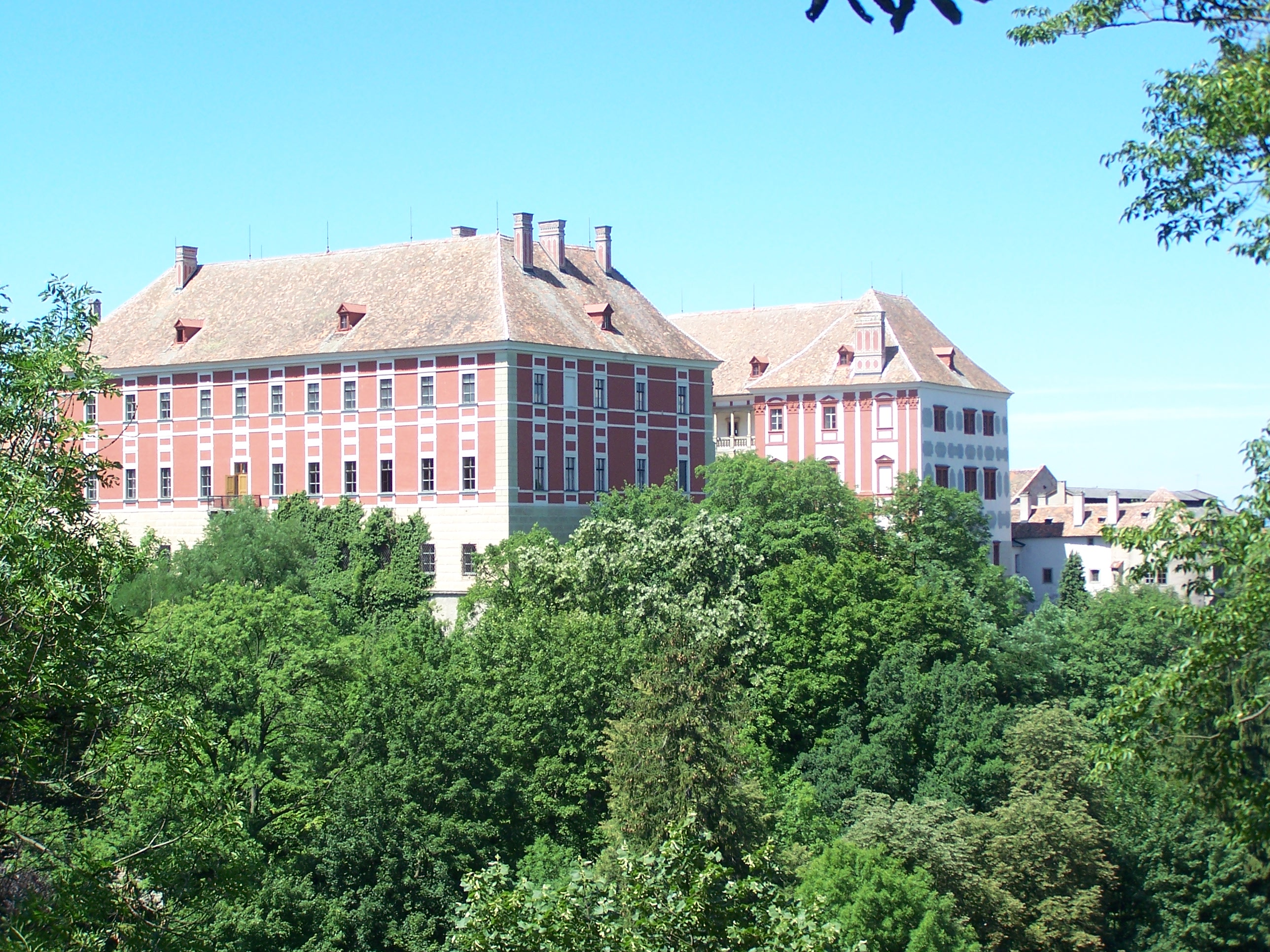
Schloss Opočno, Ostböhmen
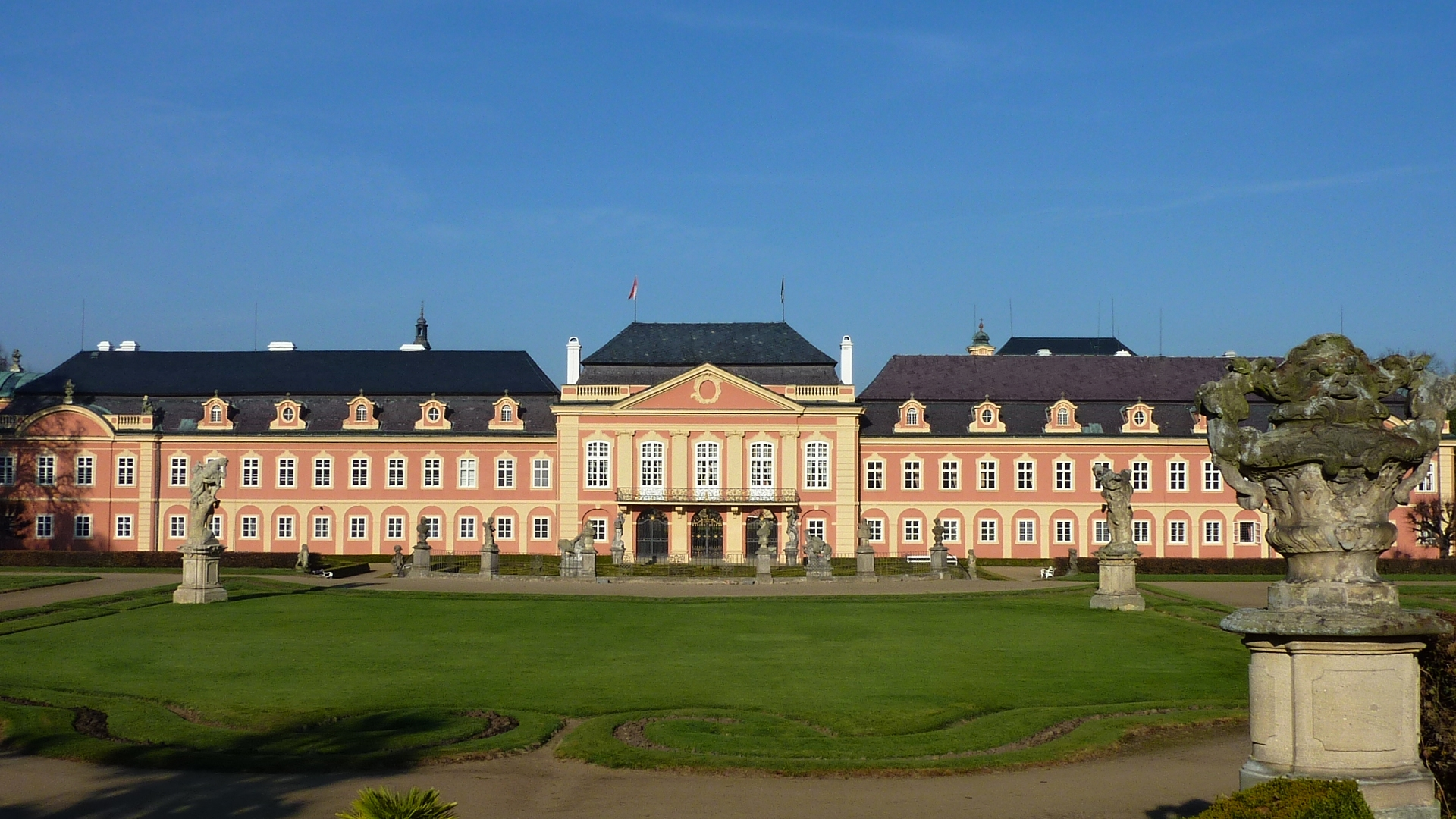
Schloss Dobříš, Mittelböhmen
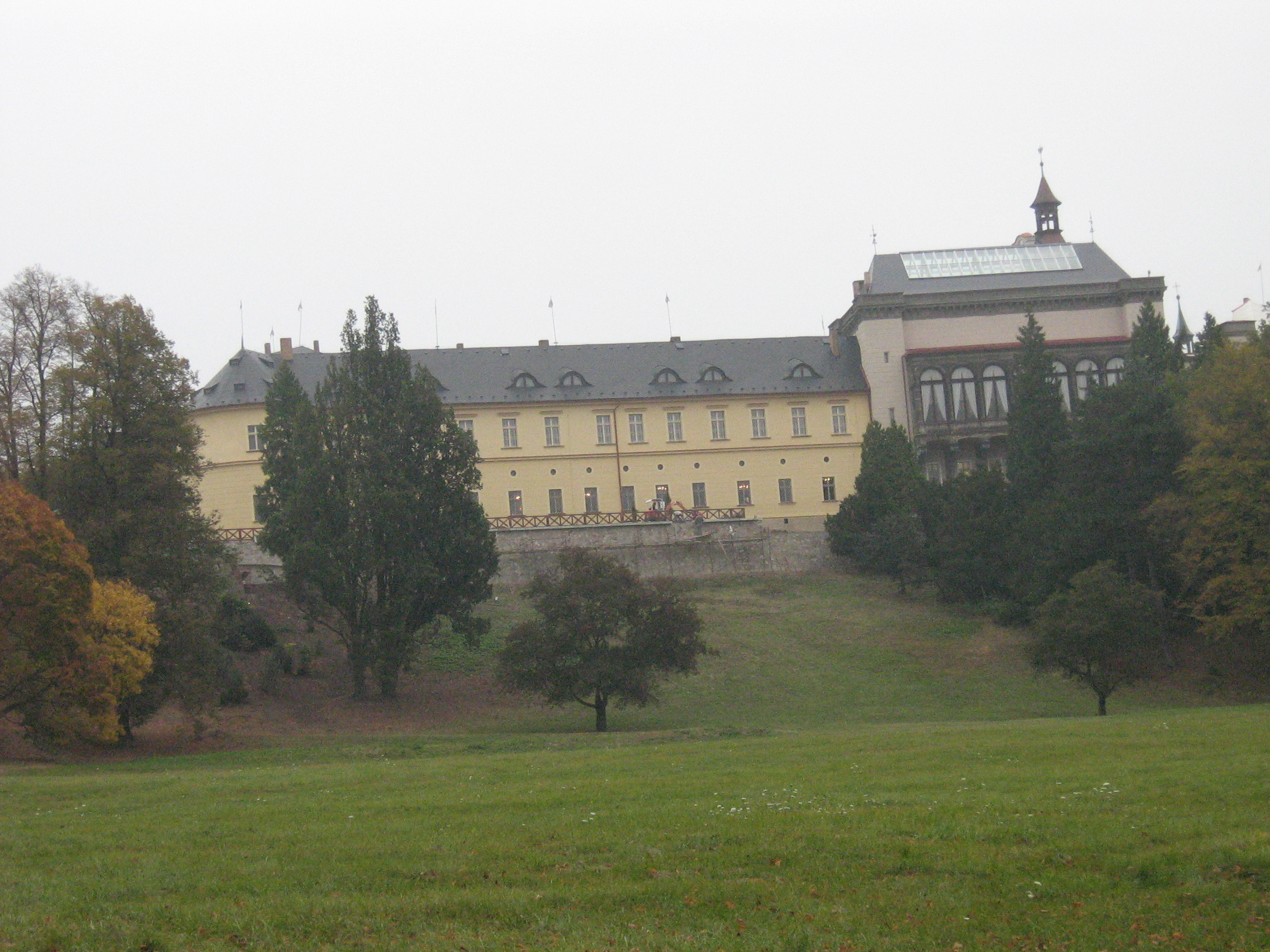
Schloss Zbiroh, Region Pilsen
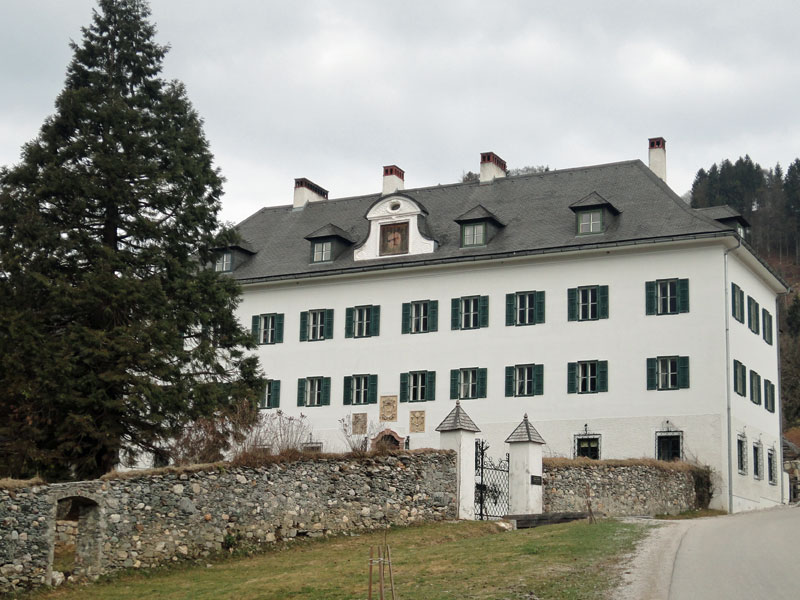
Schloss Gstatt in Mitterberg (Steiermark)
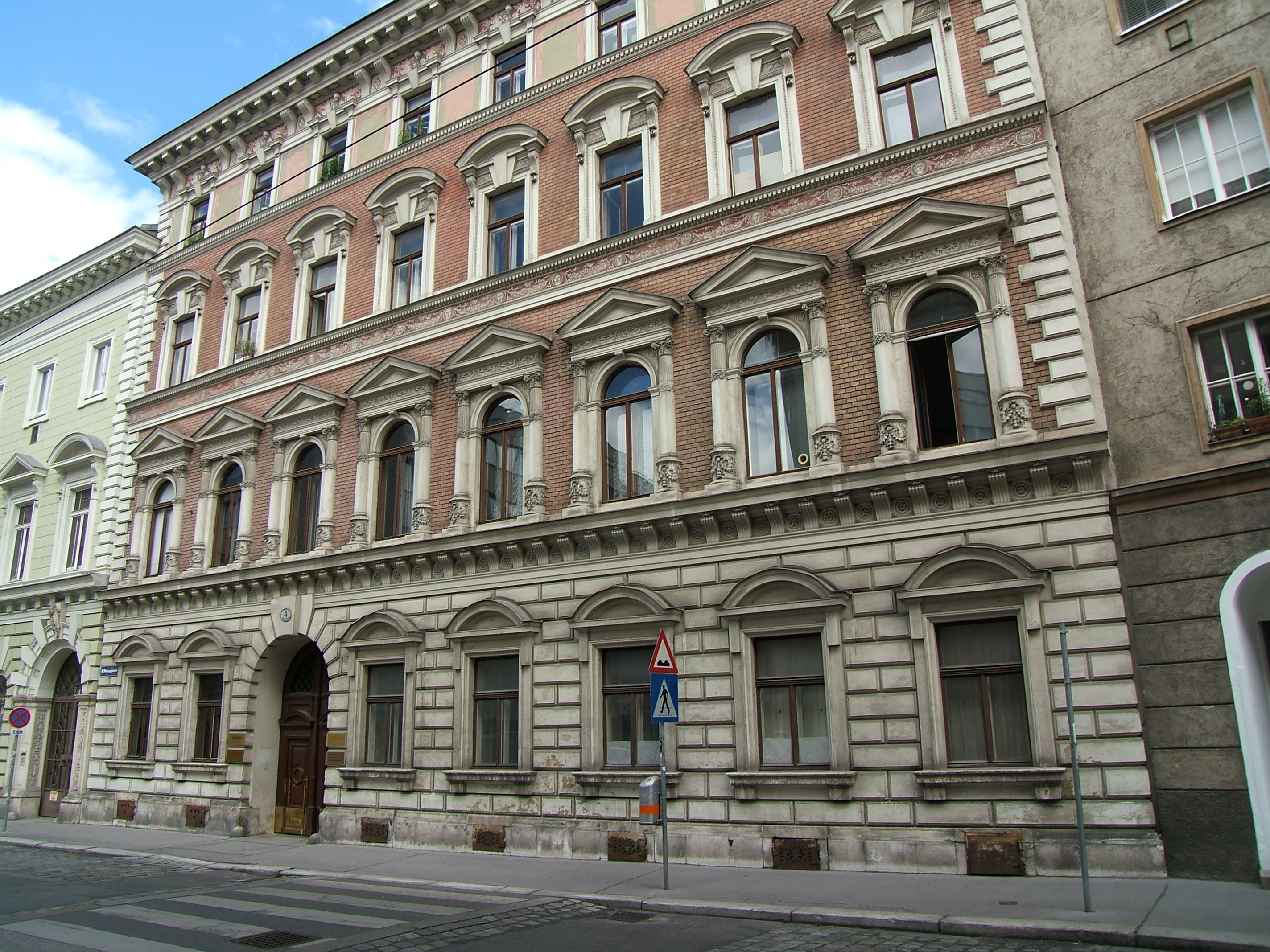
Palais Colloredo in Wien, 4. Bezirk, Waaggasse 4
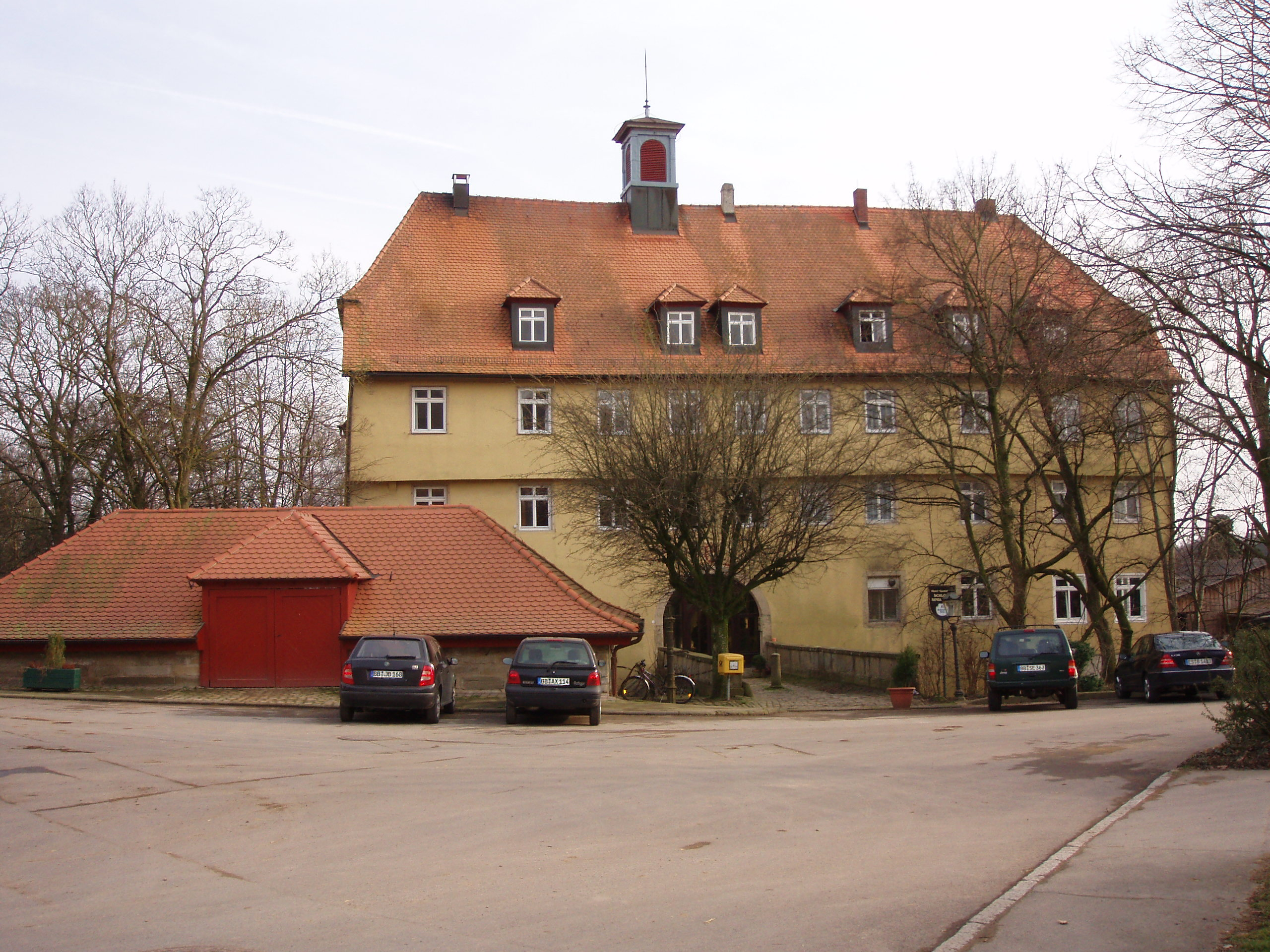
Schloss Sindlingen in Böblingen, seit 1812 im Besitz von Fürstin Philippine von Colloredo

## Restitution
Schon 1942 waren alle – auch die im Ausland lebenden – Mitglieder der Familie zu „Reichsfeinden“ erklärt und alle Besitztümer in Böhmen und Österreich zugunsten des Deutschen Reiches eingezogen worden. Die österreichischen wurden 1948 restituiert. Die von der Gestapo beschlagnahmt gewesenen Besitzungen wurden – nunmehr als „deutsches Eigentum“ – unmittelbar nach Kriegsende in der Tschechoslowakei aufgrund der Beneš-Dekrete neuerlich beschlagnahmt. Den vier Brüdern Colloredo wurde die Staatsbürgerschaft der wieder entstandenen Tschechoslowakei vorenthalten, sie emigrierten nach zeitweisen Verhaftungen ins Ausland, einer starb bald in der Schweiz, die drei anderen gingen nach Kanada bzw. in die USA. Fürst Josef II. suchte nach dem Krieg nochmals Schloss Opočno auf, doch wurde ihm schon bald der Zutritt zu seinen Besitzungen verwehrt. Das Wiener Palais schenkte er seinem Neffen und Anwalt Karl Graf Trauttmansdorff, einem Sohn seiner Schwester Maria Theresia, der es einige Jahre später verkaufte.
Schloss Opočno wurde Museum für Adelsgeschichte, Schloss Dobříš Erholungs- und Veranstaltungsheim des Schriftstellerverbandes, aus Schloss Zbiroh eine Militärkaserne.
Im Zuge der Restitutionsgesetzgebung in der Tschechischen Republik erhielt die Familie Colloredo-Mannsfeld nach der Samtenen Revolution ab 1990 ihre ehemaligen Besitzungen (rund 20.000 Hektar Wald und Teiche) zurück, die ihnen mit der Vertreibung aus der nach dem Zweiten Weltkrieg wieder gegründeten Tschechoslowakei zum zweiten Mal enteignet worden waren. Dazu zählen Schloss Dobříš, das 1998 an den noch im selben Jahr verstorbenen Hieronymus d. J. (Jerome) Colloredo-Mannsfeld restituiert wurde sowie Schloss Zbiroh, das 1990 demselben rückübereignet, jedoch von ihm wieder an den Staat verkauft wurde. Sein Neffe und Haupterbe Hieronymus (Jerome), Sohn seines Bruders Friedrich, übernahm den Zbiroher Grundbesitz und das Schloss Dobříš. Kristina Colloredo-Mannsfeld, Tochter des 1990 in Gstatt verstorbenen Fürsten Josef III., erreichte die Restitution des Grundbesitzes der Domäne Opočno. Das Schloss, welches sie zunächst ebenfalls übernehmen konnte, musste sie nach einem Aufsehen erregenden Urteil des Verfassungsgerichtes jedoch wieder an den Staat zurückgeben. Die Dobříšer Ländereien wurden in der Folge zu gleichen Teilen an Jerome und seine Cousine Kristina herausgegeben, die 2006 eine Realteilung vollzogen. Schloss Dobříš beherbergt heute zwei Museen und ein Hotel mit Gastronomie.
Im Jahr 2007 verklagte die Familie den Tschechischen Staat auf Restitution der Kunstsammlung aus dem Renaissanceschloss Opočno in Ostböhmen. Ein Gerichtsentscheid des Kreisgerichts von Hradec Králové (Königgrätz) im Oktober 2007 lehnte dies jedoch in einem Berufungsverfahren ab. Zu der Sammlung, deren Wert das Denkmalschutzamt auf über eine Milliarde Kronen, rund 35 Millionen Euro, einschätzt, gehören unter anderem eine künstlerisch wertvolle Kutsche, eine Gemäldesammlung und mehrere tausend Gegenstände wie historische Waffen und Geschirr.

## Wappen
Das Stammwappen (Waldsee/Walsee) zeigt in Schwarz einen silbernen Balken. Auf dem Helm mit schwarz-silbernen Decken ein wie der Schild bezeichneter Adlerflügel.

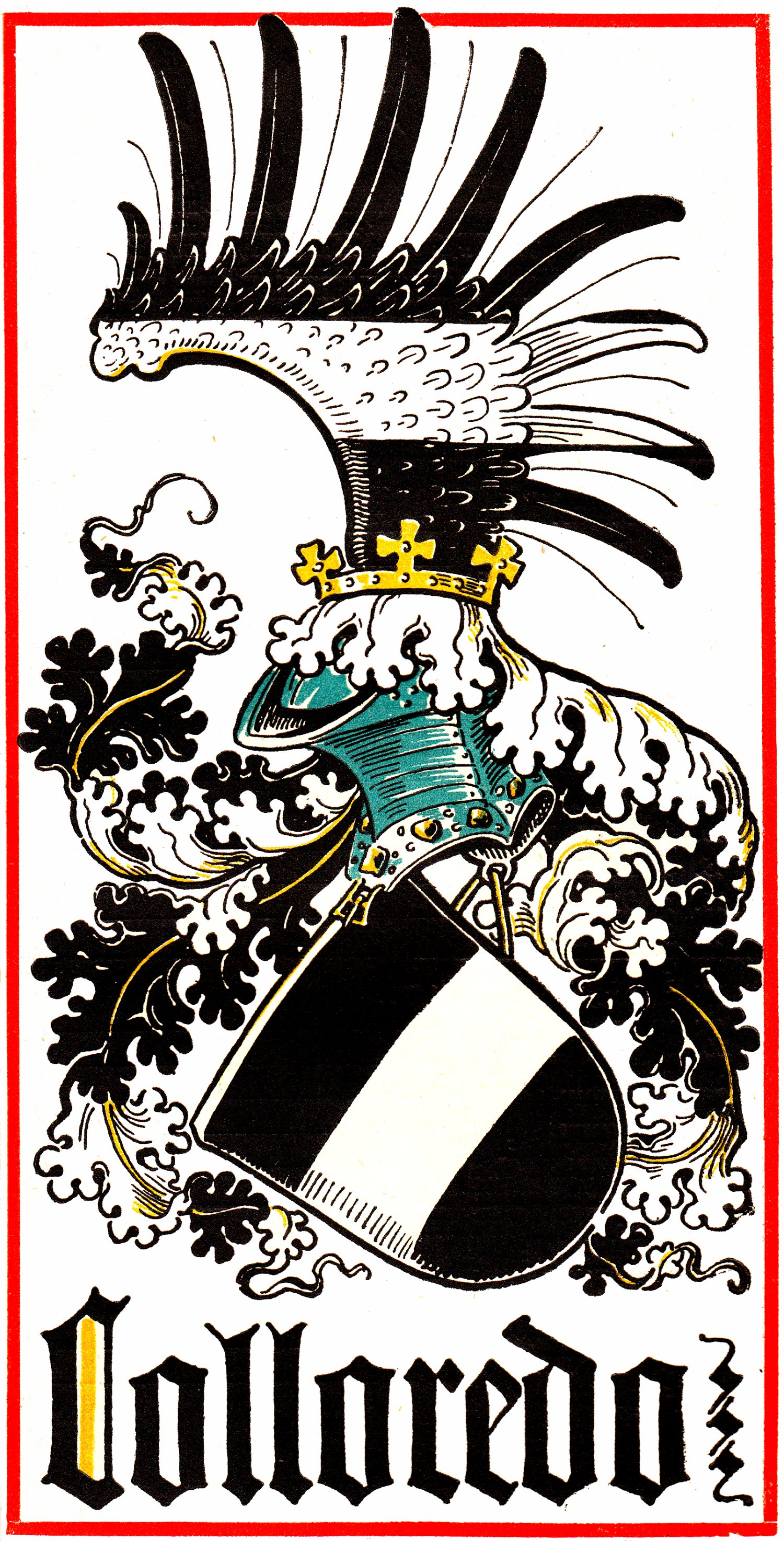
Wappengrafik von Otto Hupp im Münchener Kalender von 1906
Fürstliches Gesamtwappen Colloredo-Mannsfeld

## Personen

### Linie Waldsee/Wallsee
- Ludwig von Colloredo
- Lelius von Colloredo, Sohn von Ludwig
- Hieronymus von Colloredo (1582–1638), Kämmerer und Feldmarschallleutnant, Sohn von Ludwig
- Rudolf von Colloredo (1585–1657), Feldmarschall und Prior des Malteserordens, Sohn von Ludwig
- Ludwig von Colloredo († 1693), Feldzeugmeister, Sohn von Hieronymus
- Johann Baptist II. von Colloredo (1598–1649), österreichischer und venezianischer Feldherr, Feldmarschall
- Johann Baptist von Colloredo († 1729), kaiserlicher Oberhofmarschall und Gesandter in Venedig
- Camill von Colloredo (1712–1797), Ahnherr des böhmischen Zweiges
- Rudolph Joseph von Colloredo (1706–1788), Reichsvizekanzler
- Johann Baptist Franz von Colloredo (1731–1815)
- Franz de Paula von Colloredo-Waldsee[7] (1799–1859) österreichischer Diplomat, Enkel von Johann Baptist Franz

### Linie Waldsee-Mels
- Hieronymus von Colloredo (1674–1729), Gouverneur von Mailand
- Karl Ludwig von Colloredo (1698–1767), Ahnherr des mantuanischen Zweiges
- Nikolaus Anton von Colloredo-Mels (1702–1763), österreichischer Generalfeldwachtmeister
- Anton von Colloredo-Melz und Wallsee (1707–1789), österreichischer Feldmarschall
- Anton Theodor von Colloredo (1729–1811), Erzbischof von Olmütz
- Johann Baptist Franz von Colloredo-Mels (1729–1815), österreichischer Generalmajor
- Hieronymus von Colloredo (1732–1812), Fürsterzbischof von Salzburg
- Joseph von Colloredo (1735–1818), österreichischer Hofkriegsrat
- Franz de Paula Karl von Colloredo (1736–1806), kaiserlicher Kabinetts- und Konferenzminister
- Wenzel Joseph von Colloredo (1738–1822), österreichischer Feldmarschall
- Nikolaus von Colloredo-Mels (1740–1803), österreichischer Feldmarschall-Lieutenant
- Philipp von Colloredo-Mels (1779–1864), Statthalter des Malteserordens

### Linie Man(n)sfeld
- Franz de Paula Gundaker von Colloredo-Mannsfeld (1731–1807), Reichsvizekanzler, Sohn von Rudolf Joseph
- Rudolf von Colloredo-Mannsfeld (1772–1843), Wirklicher Erster Oberhofmeister des Kaisers
- Hieronymus von Colloredo-Mansfeld (1775–1822), Feldmarschallleutnant
- Ferdinand von Colloredo-Mannsfeld (1777–1848), österreichischer Politiker und Unternehmer
- Franz de Paula Gundaccar II. von Colloredo-Mannsfeld (1802–1852), Feldmarschallleutnant
- Josef Franz Hieronymus von Colloredo-Mannsfeld (1813–1895), Staatsmann
- Johanna von Colloredo-Mannsfeld (1867–1938), verheiratet mit Alois Eduard Fürst von Schönburg-Hartenstein
- Theresita Colloredo (* 1965), Librettistin und Schauspielerin, verheiratet mit Christoph Lieben-Seutter

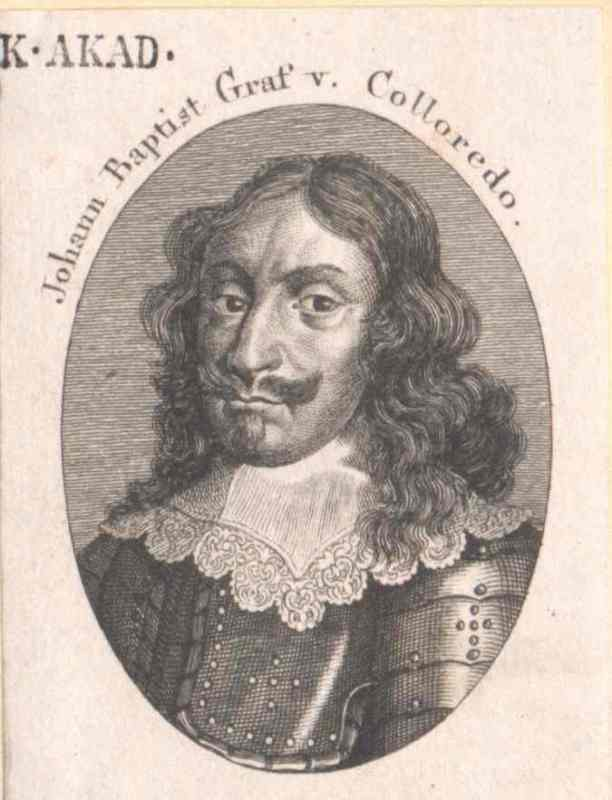
Johann Baptist II. von Colloredo (1598–1649), kaiserlicher General und venezianischer Feldmarschall
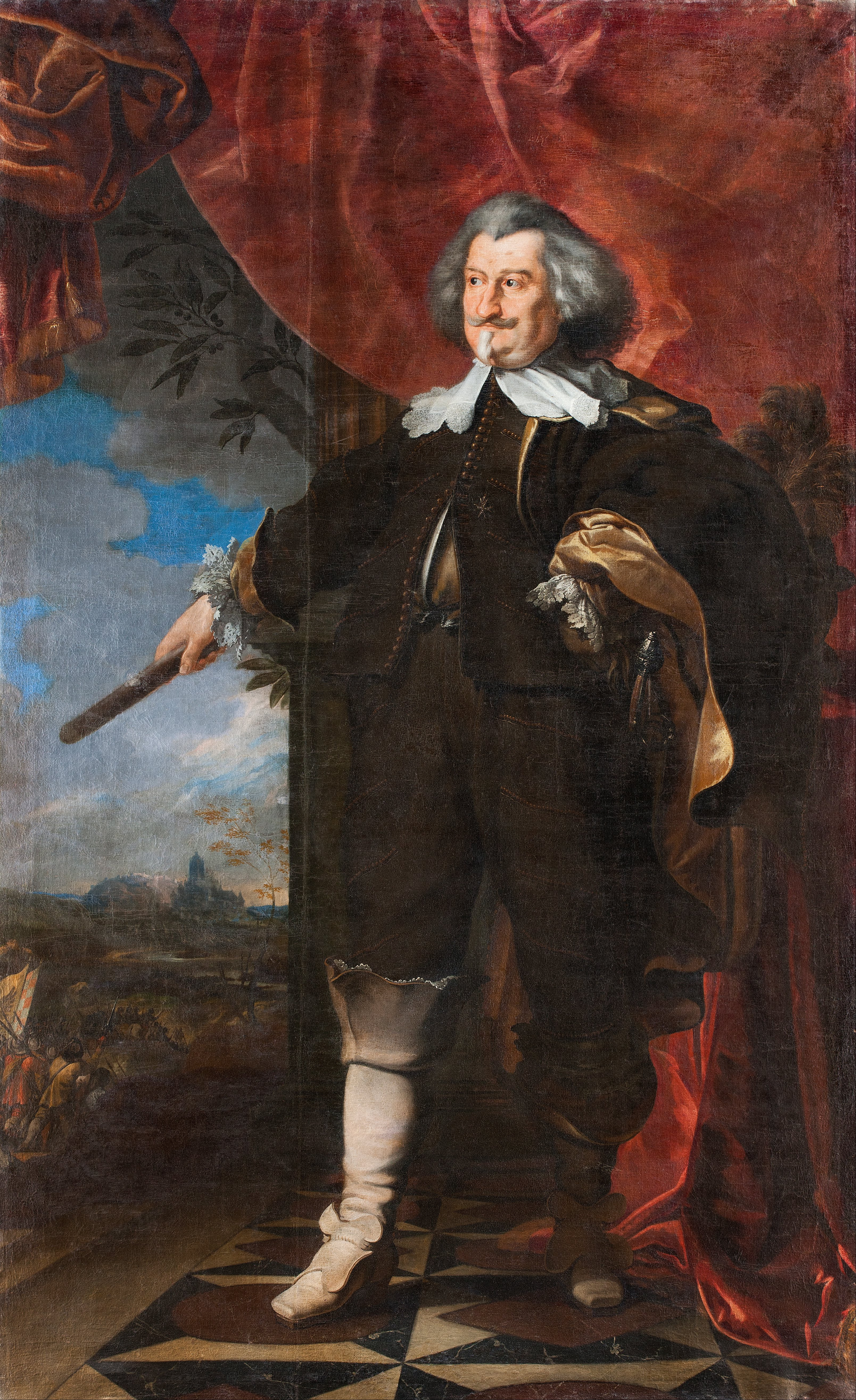
Graf Rudolf von Colloredo (1585–1657), kaiserlicher Feldmarschall
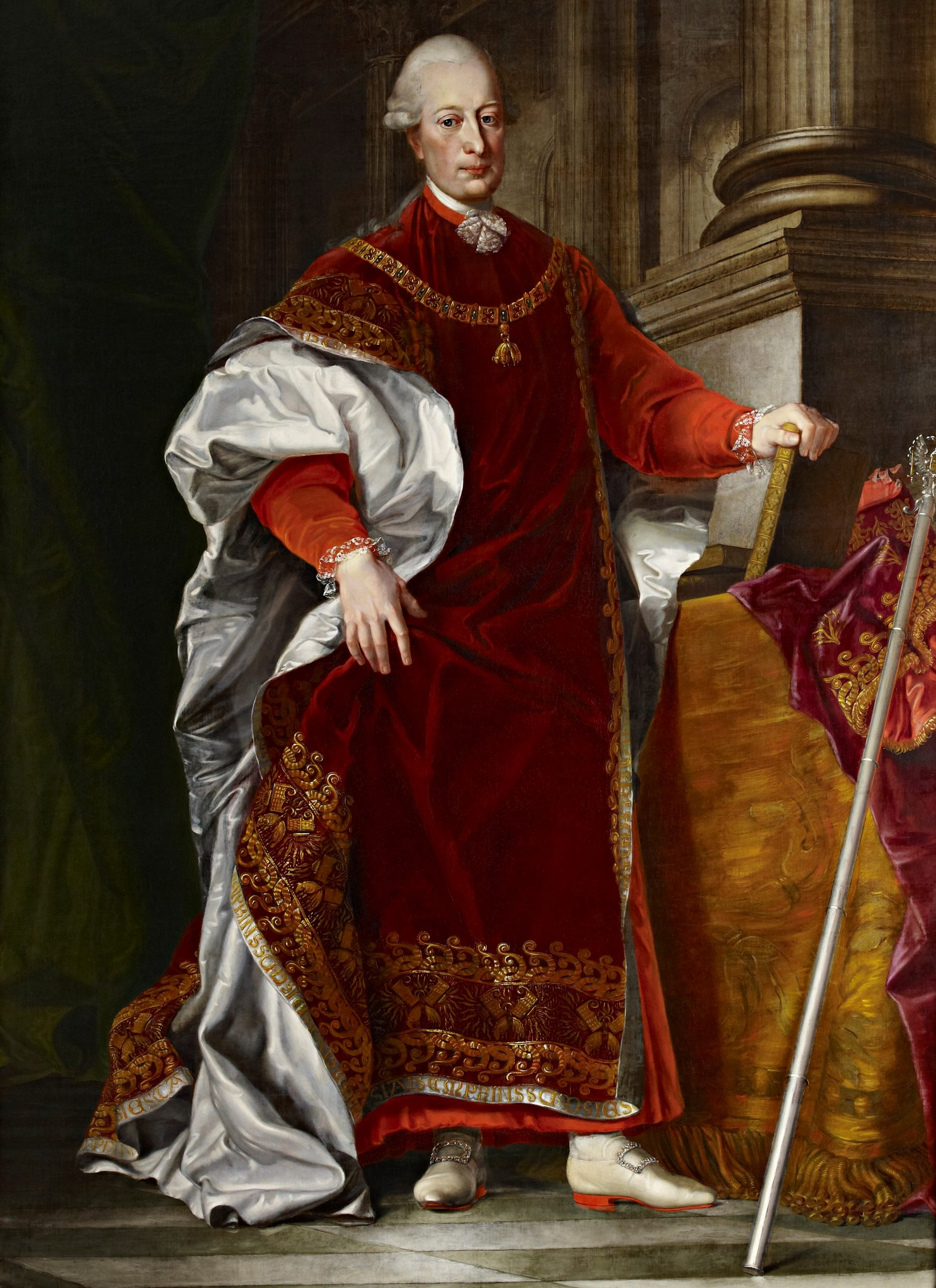
Franz de Paula Gundaker von Colloredo-Mannsfeld (1731–1807), Reichsvizekanzler
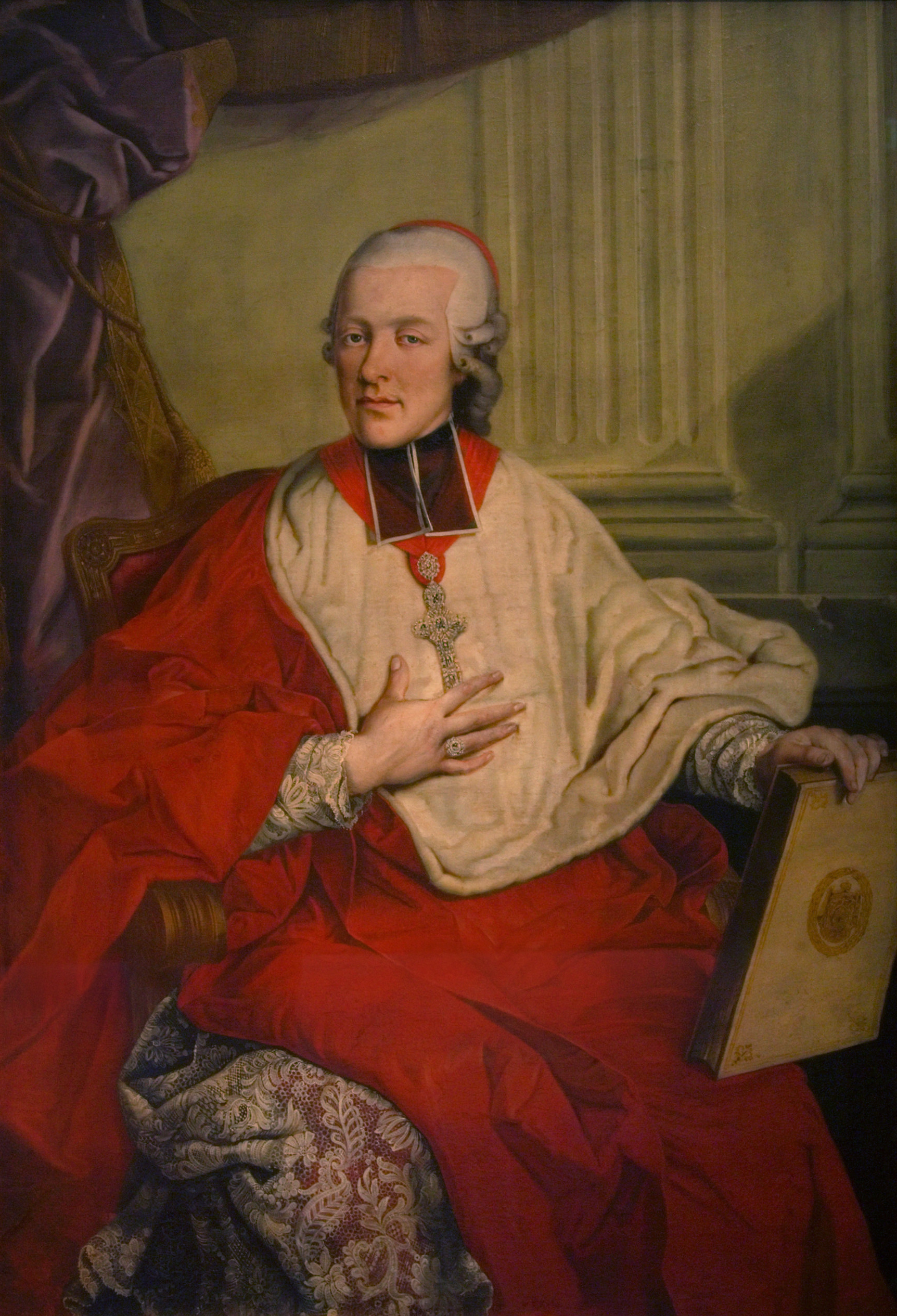
Graf Hieronymus von Colloredo (1732–1812), letzter Fürsterzbischof von Salzburg
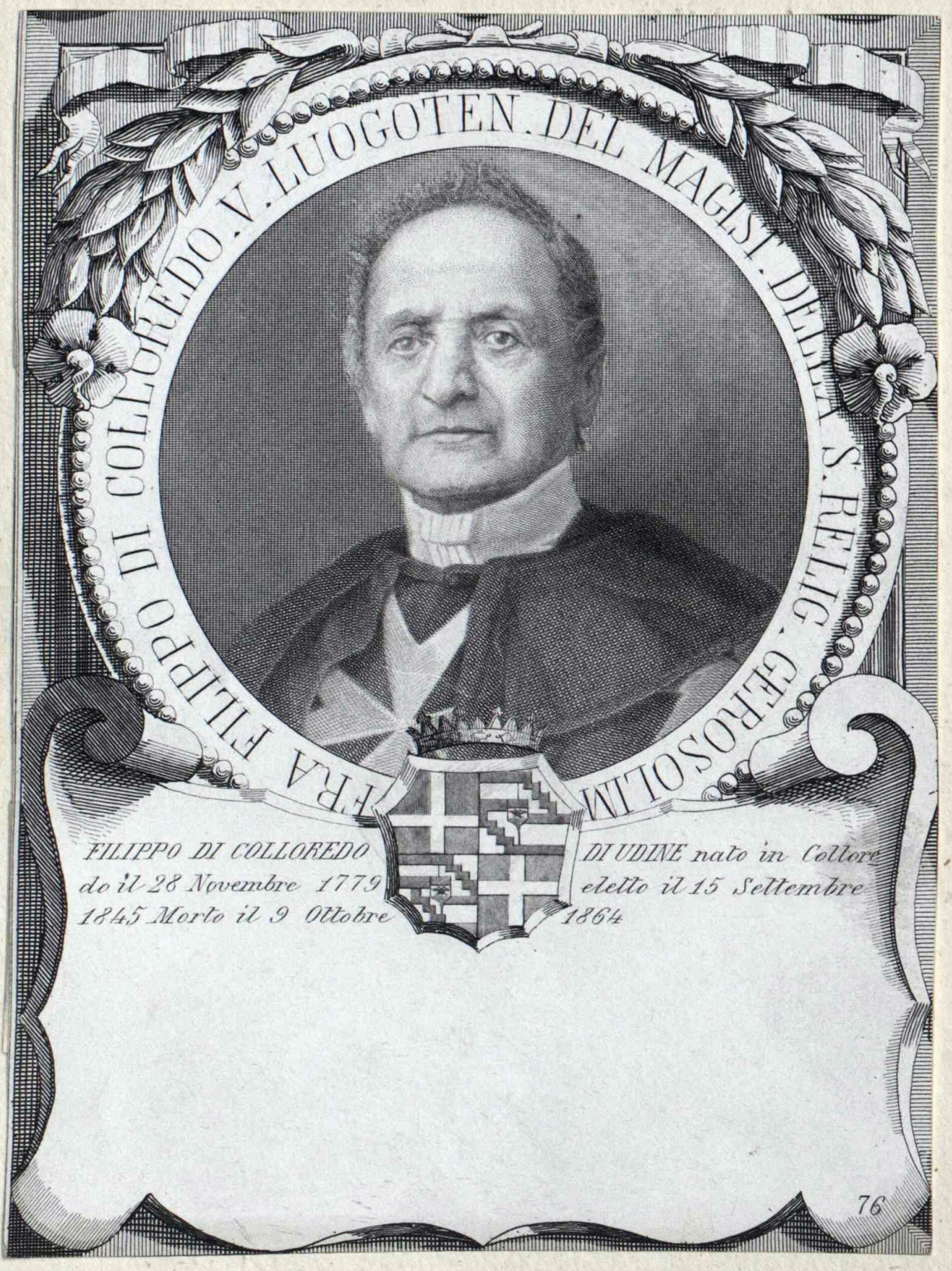
Philipp von Colloredo-Mels (1778–1864), Statthalter des Malteserordens
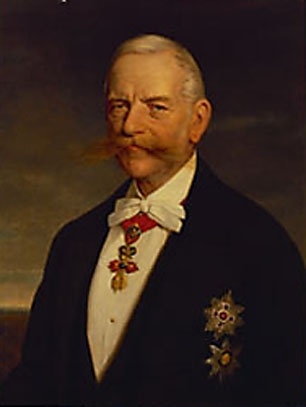
Fürst Josef Colloredo-Mansfeld (1813–1895)
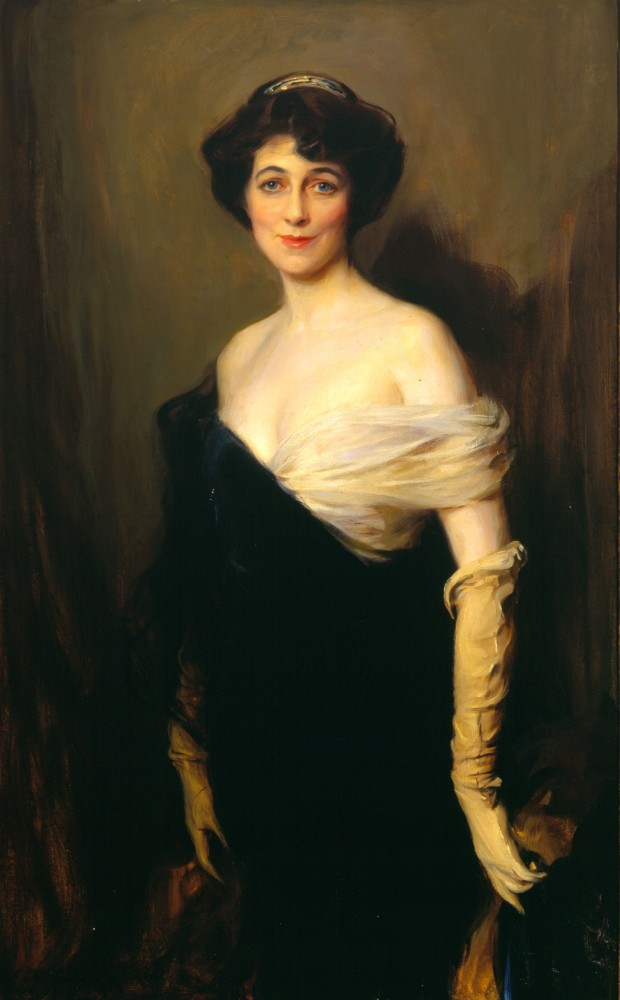
Gräfin Colloredo-Mannsfeld, von Philip Alexius de László, 1913